# Trisoxazolinylboráty

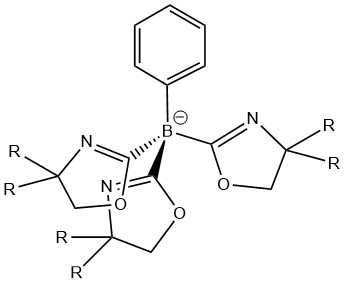
Trisoxazolinylborátový ligand

Tris(oxazolinyl)boráty (zkráceně ToR, kde R je substituent na oxazolinovém kruhu, nejčastěji jde o methyl, prop-1-yl, terc-butyl nebo vodík) jsou skupina tridentátních ligandů. Aniontový řetězec obsahující atom boru, na který je navázána fenylová skupina, umožňuje ligandu, aby vazba na kovové centrum byla silná.
Tris(oxazolinyl)boráty patří mezi škorpionáty a podobají se trispyrazolylborátům a trisoxazolinům. U pyrazolylborátů obsahujících objemné funkční skupiny může docházet k izomerizacím skrz 1,2-přesmyky; Tp ligandy se také mohou rozkládat štěpením vazeb B–N. U oxazolinů obsahujících vazby B-C takovéto rozklady neprobíhají.

## Příprava

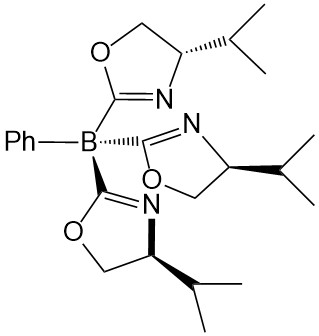
Tris(4S-isopropyl-2-oxazolinyl)fenylborát (To^{P})

Prvním popsaným trisoxazolinylboátovým ligandem byl tris(4,4-dimethyl-2-oxazolinyl)fenyl borát (ToM), připravený reakcí dichlorfenylboraneu se 3 ekvivalenty 2-lithio-4,4-dimethyl-2-oxazolidu,
Další takové komplexy, například tris(4S-isopropyl-2-oxazolinyl)fenylborát (ToP), byly získány podobně.
PhBCl2 + 3 Li(Oxaz-Me2) → PhB(Oxaz-Me2)3 + 3 LiCl

## Komplexy ToR
První připravený komplex s ToM ligandem obsahoval zirkoničité centrum se stericky mohutnými ligandy, které stabilizovaly reaktivní kovové centrum. Komplexy ToMZr4+ lze vytvořit podvojnými záměnami z LiToM nebo TlToM a ZrCl4. Komplex ToMZrCl3 má jako pevná látka i v roztoku symetrii typu C3V.
Tris(4,4-dimethyl-2-oxazolin-2-yl)fenylborát lithný (LiToM) se používá jako přenosové činidlo; obvykle je však, díky lepší rozpustnosti komplexu a nerozpustnosti chloridu thallného vznikajícího jako jako vedlejší produkt (lithné halogenidy vytvářející se při použití LiToM jsou rozpustné a mohou tak ztěžovat přečišťování produktu), TlToM oproti LiToM vhodnější.
Z ToM lze připravit i ToMMgMe, jenž vzniká reakcí ekvimolárních množství HToM a MgMe2(O2C4H8)2. Reakcí dvou ekvivalentů HToM s MgMe2(O2C4H8)2 vzniká homoleptická sloučenina ToM2Mg; tu lze získat i působením jednoho ekvivalentu HToM na ToMMgMe, kde se využívá hořčíkové aktivní centrum v ToMMgMe. Na základě dat z 1H NMR spektroskopie bylo zjištěno, že ToM2Mg má Cs symetrii. Při těchto reakcích slouží HToM jako přenosové činidlo.
Komplex [Ir(ToP)(COD)] (COD =1,5-C8H12) obsahující Ir+ centrum, lze získat reakcí LiToP s 0,5 ekvivalenty [Ir(μ-Cl)(COD)]2.

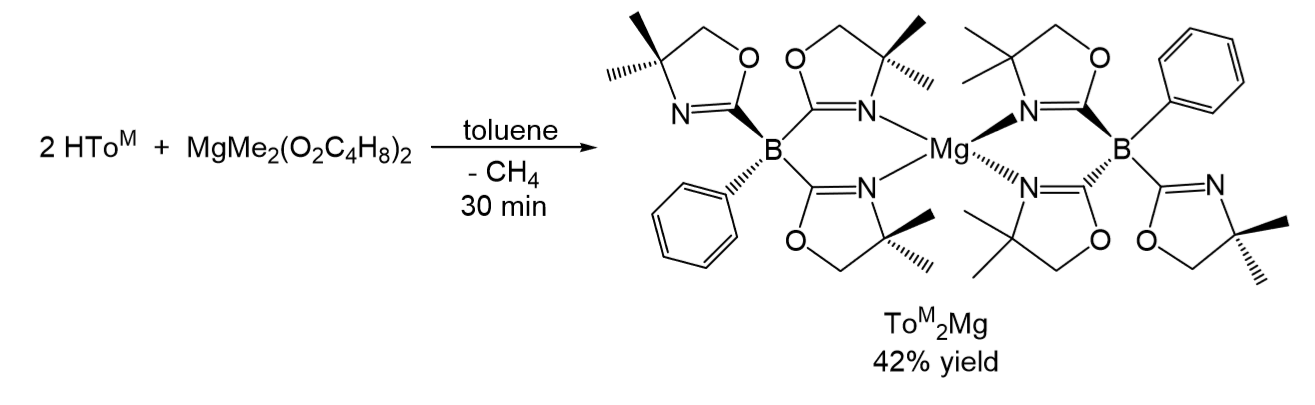
Příprava ligandu (To^{M})_{2}Mg

## Katalýza
ToMMgMe je účinným prekatalyzátorem křížových dehydropárování vazeb Si-H u organosilanů a N-H vazeb aminů za vzniku vazeb Si-N a uvolnění H2. Alkylované a amidované deriváty tris(oxazolinyl)borátu yttritého (ToMYR2) lze použít v cyklizacích aminoalkenů.